# Kinonok
A kinonok olyan szerves vegyületek, amelyek formálisan aromás vegyületekből (például benzolból vagy naftalinból) származtathatók páros számú –CH= csoport –C(=O)– csoportra történő cserélésével, valamint a kettős kötések megfelelő átrendeződésével, melynek eredményeként teljesen konjugált gyűrűs dion szerkezet jön létre. A heterociklusos vegyületek egy részét is a kinonok közé soroljuk.
Az alapvegyület a gyakran egyszerűen csak kinonnak nevezett 1,4-benzokinon vagy ciklohexadiéndion (ebből ered a csoport neve). További fontos példák az 1,2-benzokinon (orto-kinon), 1,4-naftokinon és 9,10-antrakinon.
A kinonok gyakran az aromás vegyületek oxidált származékai, melyeket többnyire könnyen elő lehet állítani elektronküldő szubsztituenseket tartalmazó reaktív aromás vegyületekből, például fenolokból és pirokatechinből, melyek növelik a gyűrű nukleofilitását, és hozzájárulnak az aromás jelleg megszűnéséhez szükséges nagy redoxipotenciálhoz. (A kinonok konjugált, de nem aromás rendszerek.) A kinonok konjugáció által stabilizált elektrofil Michael-akceptorok. Redukciójuk során a kinon tulajdonságaitól és a redukció helyétől függően a vegyület vagy újra aromássá válik, vagy megszűnik a konjugáció. Az 1,4-addíció (konjugált addíció) csaknem mindig megszünteti a konjugációt.

1,2-benzokinon
1,4-benzokinon
1,4-naftokinon
9-10-antrakinon

A kinon elnevezést általánosabban is használják arra a nagyobb vegyületcsoportra, amely formálisan az aromás kinonokból hidrogénatom(ok) más atomokra vagy atomcsoportokra történő lecserélésével származtatható.

klóranil
Lawson
alizarin
DDQ

## Előfordulásuk és felhasználásuk

### Hidrogén-peroxid előállítása
A kinonon egyik nagyléptékű ipari alkalmazása a hidrogén-peroxid előállítása. A 2-alkilantrakinonokat hidrogénezéssel a megfelelő hidrokinonokká (kinizarinokká) alakítják, melyek utána az oxigénre H2-t transzferálnak:
dihidroantrakinon + O2   →   antrakinon + H2O2
Ezzel az eljárással évente több millió tonna H2O2-t állítanak elő.

### Biokémia
A kinonszármazékok gyakori alkotói a biológiailag fontos molekuláknak. Egy részük elektronakceptorként az – például fotoszintézishez (plasztokinon, fillokinon) vagy az aerob légzéshez (ubikinon) kapcsolódó – elektrontranszferben vesz részt. A fillokinon másik neve K1-vitamin, mivel az állati szervezetekben segíti bizonyos – a véralvadásban, csontképzésben és más folyamatokban szereplő – fehérjék képződését.

## Gyógyászati felhasználás
A természetes vagy mesterséges kinonok biológiai vagy farmakológiai hatást fejtenek ki, egyesek közülük daganatellenes hatással is rendelkeznek. A kinonok számos biológiai sajátsággal rendelkeznek, köztük néhány gyógynövényi hatással is. Ezen alkalmazások közé tartoznak: hashajtó (szennozidok), antibakteriális (rein- és szapro-orto-kinon), tumorellenes (emodin és juglon), PGE2 bioszintézisét gátló (arnebinon és arnebifuranon) és szív- és érrendszeri betegségek elleni hatás (tansinon).

### Színezékek
Sok természetes vagy mesterséges színezőanyag (színezékek és pigmentek) kinonszármazék. A színezékek között fontosságukat tekintve csak az azoszínezékek előzik meg őket, különösen a kék színek fontosak. A festő buzérból nyert alizarin (2,3-dihidroxi-9,10-antrakinon) volt az első természetes színezék, melyet kőszénkátrányból kiindulva szintetikusan is előállítottak.

### Szerves kémiai reagens
A szerves kémiában a benzokinont oxidálószerként alkalmazzák. Erősebben oxidáló kinonok is léteznek, ilyen például a klóranil és az 5,6-diciano-2,3-diklór-1,4-benzokinon.

## Nevezéktanuk
A kinonok neve gyakran úgy épül fel, hogy az előtag az alap aromás szénhidrogén nevére utal (benzol esetén „benzo-”, naftalinnál „nafto-”, antracénnél „antra-” stb.), és ehhez „-kinon” utótag járul. A név közbenső részén a „di-”, „tri-”, „tetra-” stb. szorzótagok használatosak, ha a molekulában 4, 6, 8 (stb.) karbonilcsoport található. A karbonilcsoportok pozíciója az előtag előtt (például „1,4,5,8-naftodikinon”) vagy után (például „antra-1,4-kinon”) adható meg.

## Fordítás
Ez a szócikk részben vagy egészben  a   Quinone című angol Wikipédia-szócikk ezen változatának fordításán alapul.  Az eredeti cikk szerkesztőit annak laptörténete sorolja fel. Ez a jelzés csupán a megfogalmazás eredetét és a szerzői jogokat jelzi, nem szolgál a cikkben szereplő információk forrásmegjelöléseként.